# Irpiciporus tanakae
Irpiciporus tanakae är en svampart som beskrevs av Nohara 1910. Irpiciporus tanakae ingår i släktet Irpiciporus och familjen Polyporaceae.   Inga underarter finns listade i Catalogue of Life.